# ماریو فررا
ماریو فِرِرا (ایتالیایی: Mario Frera؛ ‏ ۹ دسامبر ۱۹۲۴–۲۲ دسامبر ۱۹۸۷) بازیگر و صداپیشهٔ اهل ایتالیا بود.

## گزیدهٔ فیلم‌شناسی
- هزار و یک شب ایتالیایی (۱۹۷۳)
- ... و مدام شیطان را در جهنم نهادند (۱۹۷۳)
- شیطانت را در جهنم من بگذار (۱۹۷۲)
- دکامرون ممنوعه (۱۹۷۲)
- طلاق (۱۹۷۰)
- ساخت ایتالیا (۱۹۶۵)
- دو مافیا علیه پنجه‌طلایی (۱۹۶۵)
- دو زن (۱۹۶۰)
- جنگ بزرگ (۱۹۵۹)
- شوهران در شهر (۱۹۵۷)
- کشور زنگ‌ها (۱۹۵۴)
- میلیاردر میلان (۱۹۵۱)